# Närpes
Närpes (Närpiö en finnois) est une ville de l'ouest de la Finlande, sur la côte du Golfe de Botnie. Il s'agissait de la dernière ville du pays demeurée uniquement suédophone (hors Åland). La municipalité est devenue bilingue au début de l'année 2016. Le suédois parlé ici diffère néanmoins considérablement de celui parlé en Suède.

## Histoire
La première mention du lieu date de 1331. Le secteur est ensuite fortement colonisé par les suédois et devient un ensemble de petits villages ruraux autour des villes de Kristinestad et Kaskinen. En 1973 la commune s'agrandit avec le rattachement d'Övermark (Ylimarkku), Pörtom (Pirttikylä) et d'une partie de Korsnäs, avant de devenir une ville en 1993.
Autour de l'église médiévale, on peut voir un exemple unique en Finlande de village paroissial. Les habitants qui résidaient trop loin de l'église ne pouvaient pas s'y rendre tous les dimanches. Ils s'y rendaient seulement pour les fêtes et dormaient à proximité, dans ce cas dans des étables paroissiales très primitives, les mêmes pour les hommes et les animaux. La version finlandaise est cependant bien moins élaborée que les avatars suédois du village paroissial, notamment  Gammelstad Luleå.

## Géographie
La commune s'allonge le long du Golfe de Botnie. La région est très plane, avec de rares collines isolées. Elle voit la mer reculer significativement chaque siècle sous l'effet de l'isostasie. La commune est très agricole, avec une spécialisation dans la culture sous serre: elle produit 60 % des tomates finlandaises et 30 % des concombres.
On trouve à l'ouest la mer et la petite enclave de Kaskinen, Korsnäs et Malax au nord, Kristinestad au sud, et à l'est les municipalités d'Ostrobotnie du Sud de Jurva et Tauva.

## Démographie
Depuis 1980, l'évolution démographique de Närpiö est la suivante :
| Année      | 1980   | 1985   | 1990   | 1995   | 2000  | 2005  |
| ---------- | ------ | ------ | ------ | ------ | ----- | ----- |
| population | 10 816 | 10 720 | 10 490 | 10 234 | 9 769 | 9 463 |

| Année      | 2010  | 2015  | 2020  |
| ---------- | ----- | ----- | ----- |
| population | 9 435 | 9 387 | 9 479 |

## Transports
Närpiö est traverse par la valtatie 8 (Pori-Vaasa), par la kantatie 67 (Kaskinen-Seinäjoki), la seututie 673 (Vaasa-Narpiö) et par la Ligne Seinäjoki–Kaskinen.

## Jumelages
| Ville | Ville     | Pays | Pays     |
| ----- | --------- | ---- | -------- |
|       | Akranes   |      | Islande  |
|       | Bamble    |      | Norvège  |
|       | Tønder    |      | Danemark |
|       | Västervik |      | Suède    |

## Personnalités
- Agnes Hildegard Sjöberg (1888 - 1964), vétérinaire finlandaise, y a vécu.

## Galerie

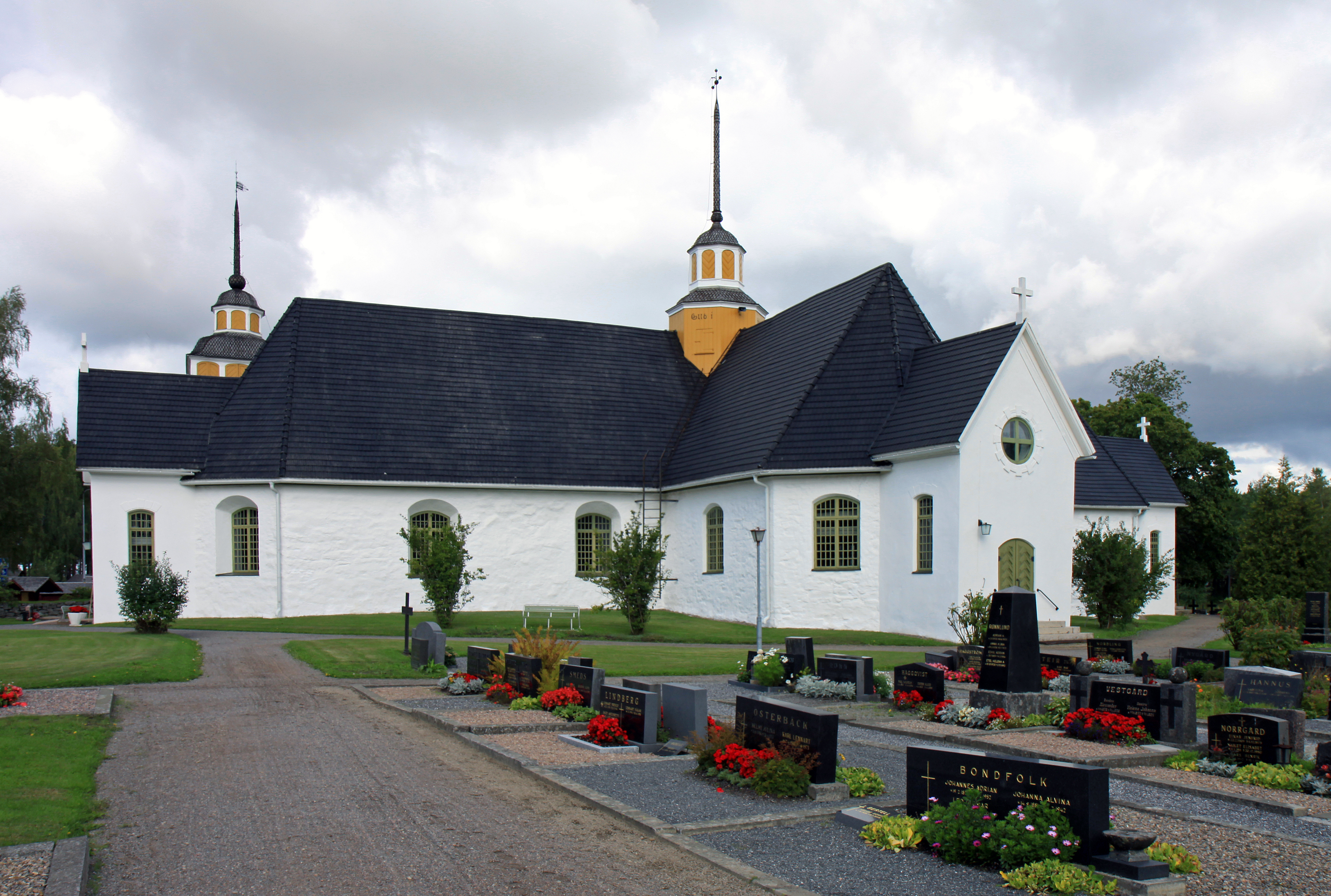
Église de Närpiö.
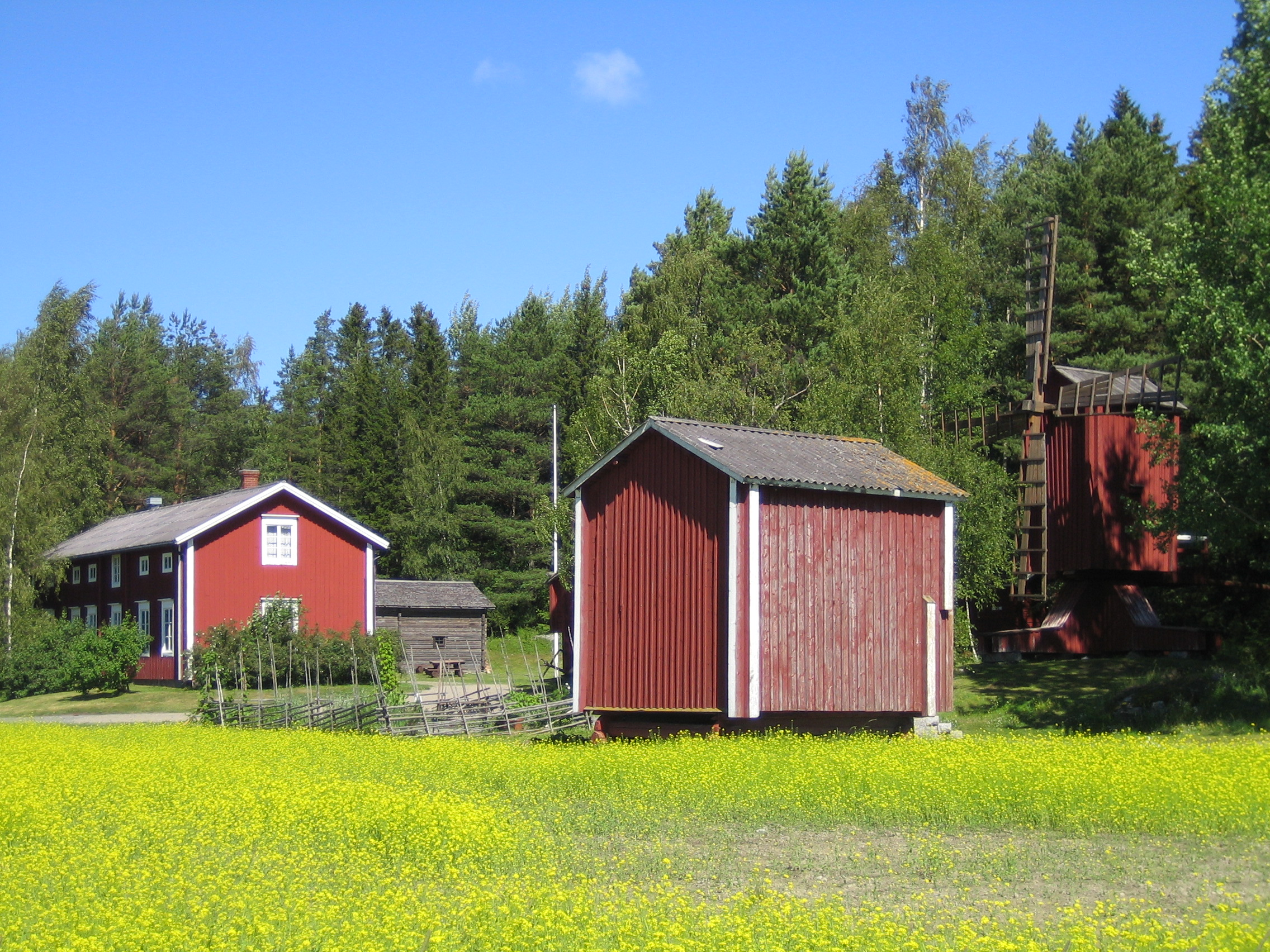
Öjskogsparken.
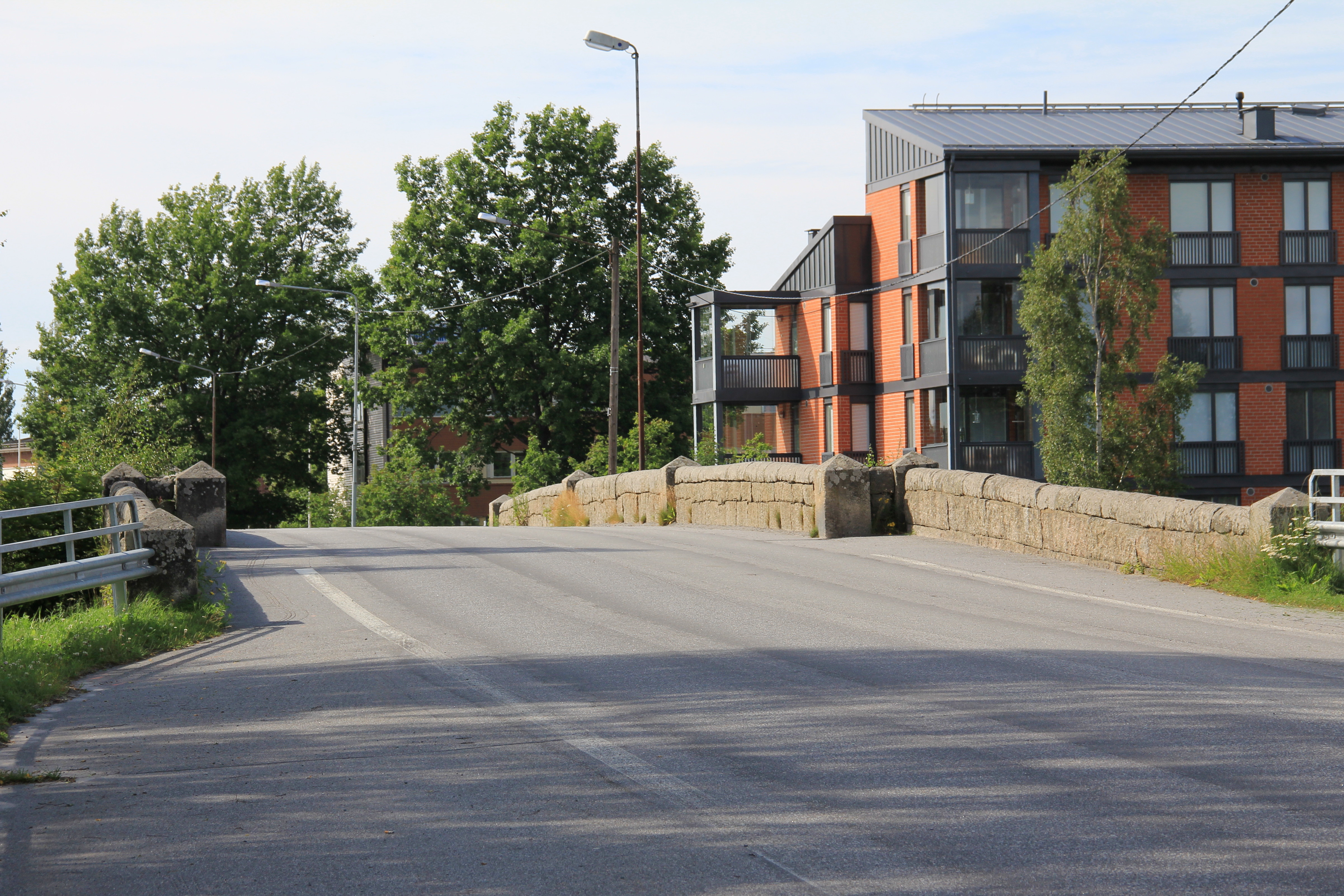
Nouveau pont.
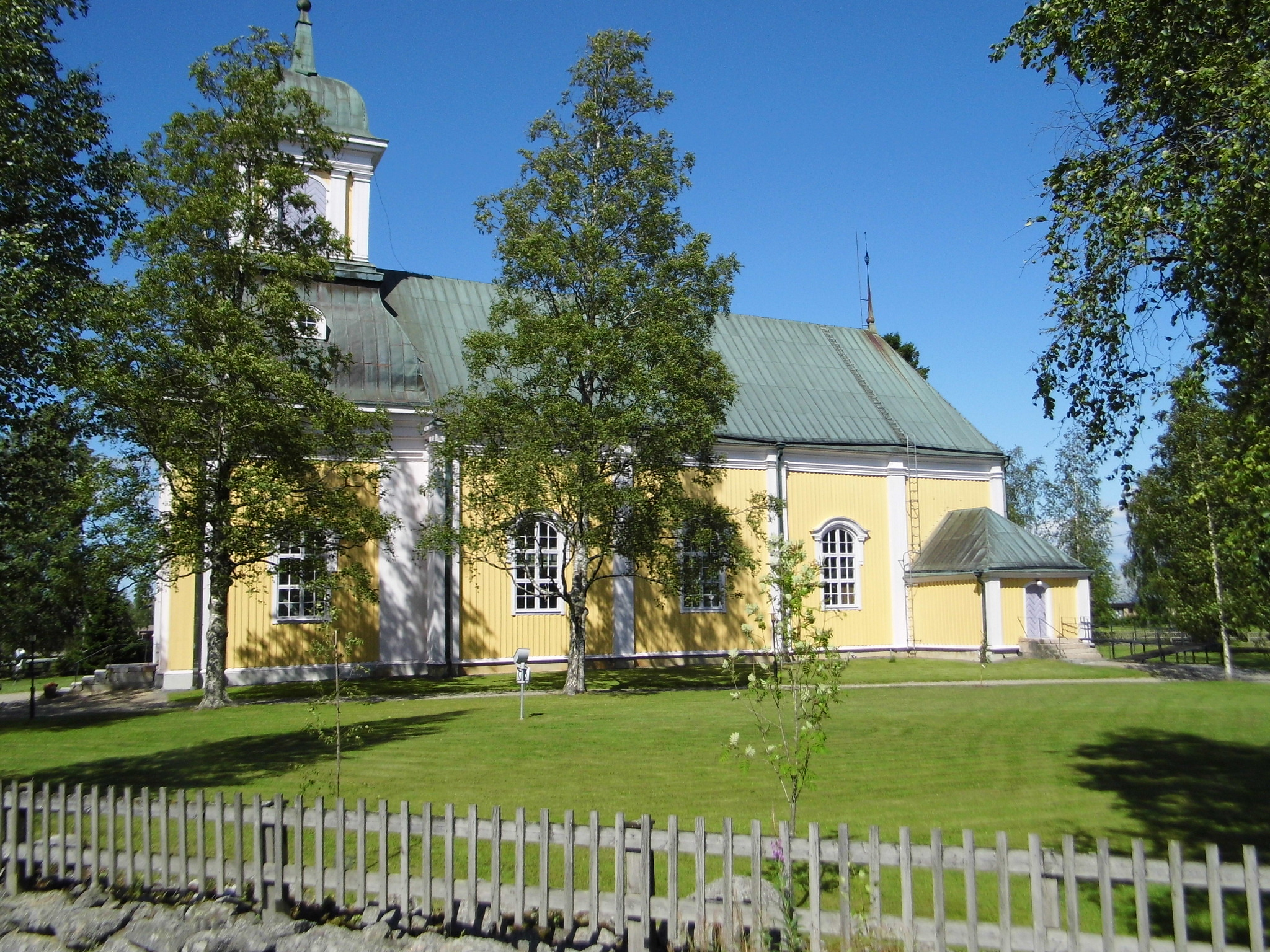
Église de Pirttikylän.